# Hywel Francis
David Hywel Francis (* 6. Juni 1946 in Neath, Glamorgan, Wales; † 14. Februar 2021 in Swansea) war ein walisischer Politiker der Labour Party. Von 2001 bis 2015 gehörte er dem House of Commons an.

## Familie, Ausbildung und beruflicher Werdegang
Geboren wurde Francis als Sohn des Gewerkschaftsaktivisten Dai Francis. Seine Schulbildung erhielt er an der Whitchurch Grammar School und der Llangatwg Secondary School. Hieran schloss sich ein Studium an der Swansea University an. Hier wurde Francis zum Doktor in Geschichte promoviert. Später erhielt er einen Ruf auf eine Professur für Erwachsenenbildung an seiner Alma Mater. Diese hatte er bis zu seiner Wahl in das House of Commons inne. Während seiner Zeit als Professor war er wesentlich am Aufbau der South Wales Miners' Library beteiligt.

## Politische Karriere
Wie sein Vater gehörte Francis zunächst der Communist Party of Great Britain an. Von 1999 bis 2000 war er als Berater von Paul Murphy – in dieser Zeit Minister für Wales – tätig. Bei den britischen Unterhauswahlen 2001 wurde er für den Wahlkreis Aberavon in das Parlament gewählt. Dabei setzte er sich mit einem Vorsprung von über 50 % gegen seine Konkurrentin von der Plaid-Cymru-Partei durch. Bei den Wahlen 2005 und 2010 konnte Francis seinen Sitz jeweils mit ähnlich großem Vorsprung verteidigen. Im Juli 2005 übernahm er den Vorsitz des Welsh Affairs Select Committee, einem Ausschuss des Unterhauses, der für die Überwachung des Wales Office und für die Pflege der Beziehungen zur National Assembly for Wales zuständig ist. Diesem gehörte er bis 2010 an. Im selben Jahr übernahm er den Vorsitz des Ausschusses für Menschenrechte. Daneben ist er seit 2005 Mitglied des Liaison Committee. Am 22. November 2013 gab Francis bekannt, bei den Wahlen 2015 nicht mehr antreten zu wollen. Daraufhin nominierte die Labour Party am 22. März 2014 Stephen Kinnock als Kandidat für den Sitz. Kinnock löste Francis als Abgeordneter für den Wahlkreis Aberavon am 7. Mai 2015 ab.

## Mitgliedschaften und Auszeichnungen
Francis war ab 1986 Mitglied einer Gorsedd. Er war Vizepräsident von Carers UK, einer Vereinigung zur Unterstützung von Pflegepersonen im Vereinigten Königreich. Daneben war er Ehrenmitglied des National Institute of Adult Continuing Education. Francis war Präsident des South Wales Miners' Museum in Port Talbot. Auch engagierte er sich in mehreren Stiftungen.

## Veröffentlichungen (Auswahl)
- History on our side: Wales and the 1984-85 miners' strike. Iconau, Ferryside 2009, ISBN 978-1-905762-45-3.
- Hywel Francis, Peter Alheit (Hrsg.): Adult education in changing industrial regions. Verl. Arbeiterbewegung u. Gesellschaftswiss., Marburg 1989, ISBN 3-89419-003-5.
- Miners Against Fascism: Wales and the Spanish Civil War. Lawrence and Wishart, London 1984, ISBN 0-85315-576-3.